# Makuaspråk
Makuaspråk är en familj av bantuspråken som framför allt talas i Mozambique. Språkfamiljen har fått sitt namn av språket makua (även macua, makhuwa och makwa) som i slutet av 1900-talet hade ungefär 6 miljoner talare.